# Roschtschino (Kaliningrad, Gwardeisk)
Roschtschino (russisch Рощино, deutsch Possindern) ist ein Ort in der russischen Oblast Kaliningrad. Er gehört zur kommunalen Selbstverwaltungseinheit Stadtkreis Gwardeisk im Rajon Gwardeisk.
Zu Roschtschino gehört auch das ehemalige Willkühnen, russisch zunächst Golowenskoje.

## Geographische Lage
Roschtschino liegt 23 Kilometer östlich der Stadt Kaliningrad (Königsberg) an der Kommunalstraße 27K-214 von Worobjowo (Groß Hohenrade) (an der alten Trasse der Föderalstraße A229, ehemalige deutsche Reichsstraße 1, jetzt Kommunalstraße 27K-031) zur Wüstung (?) des ehemaligen Guts Laubenhof (russisch auf Karten mit Lugowoje bezeichnet). Im Ort zweigt auf der Trasse der ehemaligen Bahnstrecke von Königsberg über Prawten (russisch: Lomonossowo) nach Tapiau (Gwardeisk) der Königsberger Kleinbahn bzw. der Wehlau–Friedländer Kreisbahnen die Kommunalstraße 27K-399 nach Malinowka (Podewitten) ab. Bis 1945 waren sowohl Willkühnen als auch Possindern Haltepunkte an dieser Bahnstrecke.

## Geschichte

### Possindern

Groß Possindern, östlich von Königsberg, auf einer Landkarte von 1910

Das Dorf Possindern wurde im Jahre 1378 gegründet. Im Jahre 1874 wurde es in den neugebildeten Amtsbezirk Heiligenwalde (russisch: Uschakowo) im Landkreis Königsberg (Preußen) eingegliedert. Am 1. Dezember 1910 waren in Possindern 207 Einwohner registriert. Am 15. November 1928 endete die Eigenständigkeit Possinderns, als sich der Gutsbezirk Willkühnen mit Possindern zur neuen Landgemeinde Willkühnen (s. u.) zusammenschloss.

### Willkühnen/Golowenskoje
Der Ort bestand schon vor der Zeit des Deutschen Ordens. Willkühnen war ein Gut, auf dem Vieh- und Pferdezucht betrieben wurde. Seit 1675 stand dort ein bekanntes Gutshaus. Ab 1874 gehörte der Gutsbezirk Willkühnen zum neugebildeten Amtsbezirk Heiligenwalde (russisch: Uschakowo) im Landkreis Königsberg (Preußen). Im Jahr 1910 gab es dort 171 Einwohner. Im Jahr 1928 wurde der Gutsbezirk Willkühnen mit dem Gutsbezirk Possindern (s. o.) zur neuen Landgemeinde Willkühnen zusammengelegt. In dieser wurden in den Jahren 1933 bzw. 1939 an Einwohnern 373 bzw. 387 gezählt.
In Folge des Zweiten Weltkriegs kam das Gut Willkühnen im Jahr 1945 mit dem nördlichen Ostpreußen zur Sowjetunion. 1947 erhielt der Ort die russische Bezeichnung Golowenskoje und wurde gleichzeitig Sitz eines Dorfsowjets im Rajon Gwardeisk. Nach Auflösung des Dorfsowjets im Jahr 1954 kam Golowenskoje in den Borski selski Sowet.

#### Golowenski selski Sowet 1947–1954
Der Dorfsowjet Golowenski selski Sowet (ru. Головенский сельский Совет) wurde im Juni 1947 eingerichtet. Im Jahr 1954 wurde der Dorfsowjet wieder aufgelöst und an den Borski selski Sowet angeschlossen.
| Ortsname                   | Name bis 1947/50 | Jahr der Umbenennung |
| -------------------------- | ---------------- | -------------------- |
| Cholmy (Холмы)             | Adlig Popelken   | 1947                 |
| Dubrowka (Дубровка)        | Barthen          | 1947                 |
| Fruktowoje (Фруктовое)     | Schalwen         | 1950                 |
| Gluchowo (Глухово)         | Oblitten         | 1947                 |
| Golowenskoje (Головенское) | Willkühnen       | 1947                 |
| Gruschewka (Грушевка)      | Behlacken        | 1947                 |
| Jablonowka (Яблоневка)     | Bartenhof        | 1947                 |
| Kalinowka (Калиновка)      | Eichen           | 1947                 |
| Kurgan (Курган)            | Kuxtern          | 1947                 |
| Malinowka (Мaлиновкa)      | Biothen          | 1947                 |
| Retschiza (Речицa)         | Podewitten       | 1947                 |
| Roschtschino (Рощино)      | Possindern       | 1947                 |
| Serowo (Серово)            | Luxhaus          | 1950                 |

### Roschtschino
In Folge des Zweiten Weltkriegs kam Possindern im Jahr 1945 mit dem nördlichen Ostpreußen zur Sowjetunion. 1947 erhielt der Ort die russische Bezeichnung Roschtschino und wurde gleichzeitig dem Dorfsowjet Golowenski selski Sowet (s. o.) im Rajon Gwardeisk zugeordnet. 1954 gelangte der Ort in den Borski selski Sowet. Vor 1975 wurde der Ort Golowenskoje an Roschtschino angeschlossen. Von 2005 bis 2014 gehörte Roschtschino zur Landgemeinde Slawinskoje selskoje posselenije und seither zum Stadtkreis Gwardeisk.

## Kirche
Kirchlich waren Possindern und Willkühnen bis 1945 mit seiner mehrheitlich evangelischen Bevölkerung in das Kirchspiel der Kirche Heiligenwalde (russisch: Uschakowo) eingepfarrt. Es gehörte zum Kirchenkreis Königsberg-Land II in der Kirchenprovinz Ostpreußen der Kirche der Altpreußischen Union. Letzter deutscher Geistlicher war Pfarrer Paul Kortzitzki.
Heute liegt Roschtschino im Einzugsgebiet der evangelisch-lutherischen Kirchengemeinde in Gwardeisk (Tapiau). Sie ist eine Filialgemeinde der Auferstehungskirche in Kaliningrad (Königsberg), die der Propstei Kaliningrad der Evangelisch-lutherischen Kirche Europäisches Russland (ELKER) zugeordnet ist.